# ساموا الألمانية
ساموا الألمانية (بالإنجليزية: German Samoa)‏ (بالألمانية: Deutsch-Samoa) كانت مستعمرة تحت حماية الإمبراطورية الألمانية من 1900 إلى 1914.